# Thank You (film)
Pour les articles homonymes, voir Thank You.
Thank You (hindi : थैंक यू) est un film indien de Bollywood réalisé par Anees Bazmee sorti le 8 avril 2011.
Le film met en vedette Akshay Kumar, Sunil Shetty, Celina Jaitley, Bobby Deol, Sonam Kapoor, Irrfan Khan et Rimi Sen.

## Synopsis
Raj, Yogi et Vikram sont trois amis respectivement mariés à Sanjana, Maya et Shivani, épouses qu'ils trompent allègrement. Celles-ci, devenus soupçonneuses, engagent un détective privé, Kishan, afin de prouver l'infidélité de leurs conjoints. Les trois compères voyant les ennuis s'accumuler, décident également de recourir aux services d'un enquêteur qui n'est autre que Kishan. Les quiproquos et les situations rocambolesques s'accumulent.

## Fiche technique
- Titre : Thank You
- Titre original en hindi : थैंक यू
- Réalisation : Anees Bazmee
- Scénario : Rajiv Kaul, Anees Bazmee, Rajan Agarwal, Ikram Akhtar
- Direction musicale (chansons) : Pritam Chakraborty
- Lyrics : Amitabh Bhattacharya, Ashish Pandit, Kumaar
- Chorégraphie : Ganesh Acharya, Raju Khan, Raju Sundaram, Firoz Khan
- Musique d'accompagnement : Sandeep Shirodkar
- Décors : Ashok Lokare
- Costumes : Shivangi Bohra
- Photographie : Ravi Yadav
- Son : Pradeep Suri
- Montage : Steven H. Bernard
- Cascades et combats : Moses, Kaushal
- Production : Ronnie Screwvala, Twinkle Khanna
- Sociétés de production : Utv Motion Pictures, Hari Om Productions
- Budget : 500 000 000 roupies
- Langue originale : hindi
- Pays d'origine : Inde
- Format : Couleurs
- Genre : comédie romantique
- Durée : 137 minutes
- Date de sortie : 8 avril 2011

## Distribution
- Akshay Kumar : Kishan
- Bobby Deol : Raj Malhotra
- Sonam Kapoor : Sanjana R. Malhotra
- Celina Jaitley : Maya Mathur
- Sunil Shetty : Yogi Mathur
- Irrfan Khan : Vikram Chopra
- Rimi Sen : Shivani Chopra
- Mallika Sherawat : item number
- Vidya Balan : participation exceptionnelle

## Accueil

### Critique
Thank You est mal accueilli par les critiques indiens qui lui reprochent la faiblesse de son scénario, une interprétation approximative et un humour graveleux qui tombe à plat.

### Box-office
- Box-office en Inde : 460 000 000 roupies[3].
- Budget : 500 000 000 roupies[4].

Koimoi.com qualifie le film d'échec.